# Günter Eich
Günter Eich, född 1 februari 1907 i Lebus, död 20 december 1972 i Salzburg, var en tysk författare och dramatiker. 
Eich studerade sinologi och ekonomi i Leipzig, Berlin och Paris på 1920-talet, men avbröt studierna för att leva som författare på heltid. Under sitt liv publicerade han prosa, poesi och radioteater. 1953 gifte han sig med den österrikiska författaren Ilse Aichinger. 
Han var en av grundarna för Gruppe 47.